# Renata Mrózek
Renata Mrózek (ur. 11 marca 1972) – polska siatkarka, dwukrotna mistrzyni Polski.

## Kariera sportowa
Jej pierwszym klubem był MKS Żywiec. W 1989 została zawodniczką BKS Stal Bielsko-Biała i w 1990 została mistrzynią Polski. W sezonie 1990/1991 była zgłoszona do rozgrywek, ale nie wystąpiła w żadnym spotkaniu. W kolejnych latach zdobyła z bielskim klubem mistrzostwo Polski w 1996, trzy tytuły wicemistrzowskie (1992, 1994, 1995) oraz dwa brązowe medale mistrzostw Polski (1993, 1997). W sezonach 1994/1995 i 1998/1999 była także kapitanem swojej drużyny. W 1999 wyjechała do Szwajcarii.
Z reprezentacją Polski juniorek wystąpiła w 1990 na mistrzostwach Europy, zajmując 8. miejsce. W reprezentacji seniorek wystąpiła jedynie 6 razy w 1993, m.in. w nieudanym turnieju kwalifikacyjnym do mistrzostw świata.